# NGC 852
NGC 852 is een balkspiraalstelsel in het sterrenbeeld Eridanus. Het hemelobject werd op 27 oktober 1834 ontdekt door de Britse astronoom John Herschel.

## Synoniemen
- PGC 8195
- ESO 153-26